# Grande Aiguille Rousse
De Grande Aiguille Rousse is een 3483 meter hoge berg in de Grajische Alpen. De top van de op de Frans-Italiaanse grens gelegen berg behoort toe aan Frankrijk.
Ten westen van de berg ligt het Franse nationaal park Vanoise ten oosten het Italiaanse nationale park Gran Paradiso. De gletsjer aan de noordzijde is een van de belangrijkere bronnen van de rivier de Isère
Vanuit Frankrijk begint de tocht naar de top bij Pont St. Charles (2094 m) aan de weg naar de Col de l'Iséran onderweg wordt de berghut Refuge Prariond (2323 m) gepasseerd. Aan de Italiaanse zijde begint de tocht bij het stuwmeer Lago di Serrù (2275 m) dat aan de weg naar de Col di Nivolet ligt. Beide routes leiden naar de Col de la Vache vanwaar de tocht verdergaat over de bergkam naar de 3483 meter hoge top.